# Nahornaja (obwód homelski)
Nahornaja (biał. Нагорная; ros. Нагорная) – osiedle na Białorusi, w obwodzie homelskim, w rejonie homelskim, w sielsowiecie Dauhalessie, nad doliną Dniepru.